# Líský
Obec Líský se nachází v okrese Kladno, kraj Středočeský, necelých 12 km zsz. od Slaného. Žije zde 105 obyvatel.

## Historie
První písemná zmínka o obci pochází z roku 1616.

### Územněsprávní začlenění
Dějiny územněsprávního začleňování zahrnují období od roku 1850 do současnosti. V chronologickém přehledu je uvedena územně administrativní příslušnost obce v roce, kdy ke změně došlo:
- 1850 země česká, kraj Praha, politický okres Rakovník, soudní okres Nové Strašecí[4]
- 1855 země česká, kraj Praha, soudní okres Nové Strašecí[4]
- 1868 země česká, politický okres Slaný, soudní okres Nové Strašecí[4]
- 1937 země česká, politický okres Slaný expozitura Nové Strašecí, soudní okres Nové Strašecí[5]
- 1939 země česká, Oberlandrat Kladno, politický okres Slaný expozitura Nové Strašecí, soudní okres Nové Strašecí[6]
- 1942 země česká, Oberlandrat Praha, politický okres Slaný expozitura Nové Strašecí, soudní okres Nové Strašecí[7]
- 1945 země česká, správní okres Slaný expozitura Nové Strašecí, soudní okres Nové Strašecí[8]
- 1949 Pražský kraj, okres Slaný[9]
- 1960 Středočeský kraj, okres Kladno[10]

## Pamětihodnosti
- Studánka Královka s kapličkou v březovém hájku na návrší několik set metrů severně od vesnice. Ke studánce se váže pověst o královně Elišce Přemyslovně, ukrývající zde na útěku před svým manželem klíče od korunovačních klenotů; literárně ji zpracoval Václav Beneš Třebízský ve své povídce Královka
- Líský – rozhledna stojící na plochém návrší nad obcí
- Kaple na návsi s pamětní deskou obětem druhé světové války[11]

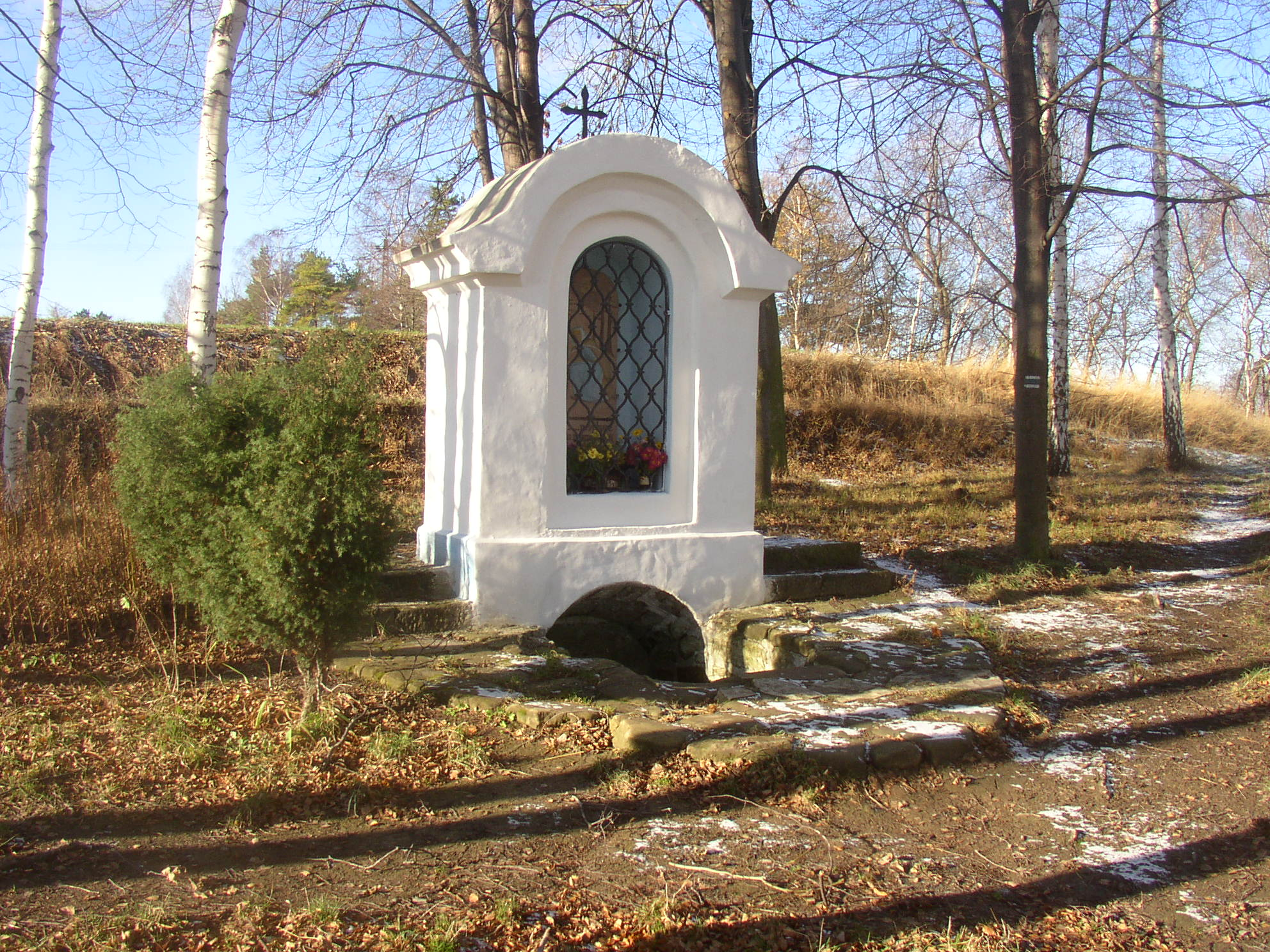
Studánka Královka

## Doprava
- Silniční doprava – Obcí prochází silnice III/23716 napojená oběma konci na silnici II/237.

- Železniční doprava – Železniční trať ani stanice na území obce nejsou. Nejblíže obci je železniční stanice Klobuky v Čechách ve vzdálenosti 8,5 km ležící na trati 110 z Kralup nad Vltavou a Slaného do Loun.

- Autobusová doprava – V obci zastavovaly v pracovních dnech září 2011 autobusové linky Slaný - Líský (3 spoje tam i zpět), Slaný-Srbeč-Mšec (1 spoj tam, 2 spoje zpět) a Slaný-Srbeč-Nové Strašecí (1 spoj tam). Od srpna 2019 dopravu v obci v pracovních dnech zajišťuje linka 589 Slaný - Hořešovice - Líský (10 spojů tam i zpět) zapojená do PID. Od listopadu 2020 linka jezdí v úseku Kvílice - Hořešovice - Líský (14 spojů do Hořešovic a 13 zpět, z toho 1 školní spoj až do Kvílic a 1 zpět) a návazností na linku 389 Praha, Nádraží Veleslavín - Slaný - Hořešovice - Louny zajišťuje přestupní, ale i přímé spojení do Slaného a Prahy (u 5 spojů do Hořešovic a 6 zpět je garantovaný přestup, u 5 spojů tam i zpět se mění číslo linky bez přestupu - spoje pokračují do/z Slaného a Prahy). (dopravce ČSAD Slaný, s.r.o. a ČSAD Česká Lípa, a.s.).[12]